# Raymond Kurzweil
Raymond Kurzweil (Queens, Nueva York, 12 de febrero de 1948) es un inventor estadounidense, además de músico, empresario, escritor y científico especializado en Ciencias de la Computación e inteligencia artificial. Desde 2012 es director de Ingeniería en Google.
Experto tecnólogo de sistemas y de inteligencia artificial, es actualmente presidente de la empresa informática Kurzweil Technologies, que se dedica a elaborar dispositivos electrónicos de conversación máquina-humano y aplicaciones para personas con discapacidad y canciller e impulsor de la Universidad de la Singularidad de Silicon Valley.
Raymond Kurzweil es un pionero de Ley de rendimientos acelerados e historia de la tecnología, el cambio acelerado es un incremento en la tasa de progreso tecnológico

## Biografía

### Infancia
Creció en el distrito de Queens de la ciudad de Nueva York. Sus padres eran judíos que emigraron de Austria justo antes del inicio de la Segunda Guerra Mundial. Se crio bajo la influencia del unitarismo universalista, lo que le expuso a una amplia diversidad de credos.
Su padre era músico y compositor y su madre se dedicaba a las artes plásticas. Su tío, un ingeniero de Laboratorios Bell, le enseñó los fundamentos sobre ordenadores.En 1963, a la edad de quince años, creó su primer programa de ordenador. Diseñado para procesar datos estadísticos, el programa fue usado por los investigadores de IBM. Más adelante, en el instituto, creó un sofisticado programa de reconocimiento de patrones que analizaba las obras de compositores clásicos y sintetizaba sus propias canciones en un estilo similar.
Sus aptitudes para la invención eran tan impresionantes que en 1965 fue invitado a un programa de televisión de la CBS, I've got a secret (Tengo un secreto), donde interpretó una pieza para piano que había sido compuesta por un ordenador que él mismo había construido. Más tarde, ese mismo año, ganó el primer premio en la International Science Fair for the invention y obtuvo también un reconocimiento en la Westinghouse Talent Search, donde fue felicitado personalmente por el presidente Lyndon B. Johnson.

### Juventud
En 1968, durante su segundo año en el MIT, Kurzweil inició una empresa que usaba un programa de ordenador para identificar alumnos entre escuelas e institutos. El programa, llamado "Select College Consulting Program", fue diseñado por él mismo y comparaba miles de diferentes criterios sobre cada colegio con las respuestas a un cuestionario enviado por cada alumno. Cuando cumplió 20 años vendió la empresa a Harcourt, Brace & World por 100.000 dólares, más royalties.
En 1970 obtuvo su licenciatura en Ciencias de la Computación y Literatura por el MIT.
En 1974 Kurzweil inició su empresa más ambiciosa, Kurzweil Computer Products, Inc., para buscar una tecnología que fuese capaz de enseñar a los ordenadores a reconocer caracteres impresos de una amplia variedad de fuentes. Así, Raymond y sus colegas crearon el primer OCR "omni-font" (para cualquier tipo de letra). La aplicación más interesante de esta tecnología era la capacidad que otorgaba a un ordenador para leer en voz alta un documento impreso a personas ciegas. Esta idea introdujo nuevos obstáculos en su empresa, pues en esa época no existían todavía ni escáneres para ordenador, ni sintetizadores de voz. Así pues, además del primer OCR completo, la empresa de Kurzweil desarrolló finalmente el primer escáner para ordenador y el primer sintetizador texto-a-voz que, combinados, se erigían en la primera máquina lectora de documentos impresos para ciegos.
El cantante Stevie Wonder se interesó por este invento de Kurzweil. Ambos entablaron una gran amistad que llevó a Kurzweil a realizar investigaciones en el campo de la música generada por ordenador.
En 1980 Kurzweil vendió la empresa Kurzweil Computer Products a Xerox, compañía que vio una oportunidad en estas tecnologías de volver al papel desde los medios electrónicos. Kurzweil siguió como consultor de Xerox hasta 1995. Kurzweil Computer Products llegó a ser una empresa subsidiaria de Xerox, conocida como ScanSoft durante mucho tiempo y ahora como Nuance. En la actualidad el OCR desarrollado por Kurzweil se llama Nuance Textbridge[cita requerida].
En 1982 se fundó Kurzweil Music Systems a resultas de la idea de Stevie Wonder de usar los ordenadores para obtener sonidos similares a los interpretados con instrumentos tradicionales. Se inventó así en 1984 el sintetizador Kurzweil 250 (K250), primer instrumento por ordenador capaz de reproducir de forma realista el sonido de otros instrumentos de una orquesta[cita requerida]. Con él se realizaron tests en los que músicos profesionales se mostraron incapaces de distinguir el sonido emitido por el sintetizador del emitido por el instrumento real remedado.

### Madurez
Kurzweil también inició la empresa Kurzweil Applied Intelligence para el desarrollo del reconocimiento de voz por ordenador. En 1987 se lanzó al mercado el primer sistema de reconocimiento de voz. Esta tecnología tenía importantes aplicaciones médicas, siendo utilizada en la actualidad en el diez por ciento de las salas de urgencias en Estados Unidos[cita requerida].
En 1996 Kurzweil fundó su cuarta empresa, Kurzweil Educational Systems, que rápidamente ocupó una posición predominante en el campo de la tecnología texto-a-voz. La empresa obtuvo importantes beneficios, gran parte de los cuales se trasladaron a la fundación privada de Kurzweil, que fomenta tecnologías para la ayuda a estudiantes ciegos.
Durante los 90, Ray Kurzweil fundó la Medical Learning Company. Los productos de la compañía incluían un programa educativo de ordenador interactivo para doctores y un paciente simulado por ordenador. Alrededor de esa época, Kurzweil empezó KurzweilCyberArt.com, un sitio web que desarrolla programas de asistencia a procesos artísticos creativos. El sitio ofrece la descarga gratis de un programa llamado AARON (un sintetizador visual de arte desarrollado por Harlod Cohen) y de "Kurzweil's Cybernetic Poet", que automáticamente crea poesía. Durante este periodo también comenzó KurzweilAI.net, un sitio web enfocado a la presentación de noticias de desarrollos científicos, publicidad de ideas de alta tecnología, pensadores y críticos de ese estilo y promoción de discusiones relacionadas con el futurismo entre la población general, a través del fórum Mind-X.
En 1999, Kurzweil creó un fondo de inversión libre llamado "FatKat" (Financial Accelerating Transactions from Kurzweil Adaptive Technologies, que en español sería "Transacciones Financieras Aceleradores de las Tecnologías Adaptativas de Kurzweil") , que salió al mercado en 2006. Kurzweil había establecido que su objetivo último era mejorar el desempeño del software de inversiones de FatKat A.I. y mejorar su habilidad para reconocer patrones en "las fluctuaciones monetarias y tendencias de los títulos de propiedad". Kurzweil predice en su libro de 1999, La era de las máquinas espirituales, que los ordenadores demostrarán algún día ser superiores a las mejores mentes del mundo financiero para la toma de decisiones sobre inversiones rentables.
En 2001, la banda canadiense de rock Our Lady Peace publicó un álbum titulado Spiritual Machines ("Máquinas Espirituales"), basado en el libro de Kurzweil. La voz de Kurzweil aparece en el álbum, leyendo extractos de su libro.
En junio de 2005, Ray Kurzweil introdujo el K-NFB Reader, un dispositivo de bolsillo consistente en una cámara digital y una unidad de procesamiento. Como la Kurzweil Reading Machine, de hacía 30 años, el K-NFB Reader está diseñado para ayudar a los invidentes a leer en voz alta textos escritos. Esta nueva máquina es portátil y recoge el texto a través de imágenes digitales de la cámara integrada, mientras que el dispositivo antiguo era grande y necesitaba un escaneado del texto.
Ray Kurzweil está en la actualidad realizando una película que se estrenará en 2010 llamada "The Singularity is Near: A True Story About the Future" (La singularidad está cerca: una historia real basada en el futuro) basada, en parte, en su libro de 2005 The Singularity Is Near. La película tiene partes de ficción y partes de no ficción. Kurzweil ha entrevistado para la misma a veinte grandes pensadores como Marvin Minsky y hay una línea narrativa que acompaña e ilustra algunas de las ideas, donde un avatar de ordenador (Ramona) salva el mundo de robots microscópicos autorreplicantes.
Además de la película de Kurzweil, se ha hecho un largometraje documental independiente sobre Ray, su vida y sus ideas, llamado Trascendent Man ("El hombre trascendente"). Los realizadores Barry y Felicia Ptolemy siguieron a Kurzweil, documentando su ruta global narrada. Estrenada en 2009. "El hombre trascendente" documenta la búsqueda de Ray para revelar a la humanidad su último destino y explora muchas de las ideas encontradas en su bestseller "La singularidad está cerca", incluyendo su concepto de crecimiento exponencial, expansión radical de la vida y como trascenderemos nuestra biología. Los Ptolemys han documentado que uno de los objetivos de Ray sería devolver la vida a su padre usando la inteligencia artificial. La película también documenta las críticas que se posicionan en contra de las predicciones de Kurzweil.
Kurzweil dijo durante una entrevista en 2006 que estaba trabajando en un nuevo libro centrado en el funcionamiento interno del cerebro y cómo esto podría aplicarse a la construcción de la IA.
Mientras fue entrevistado en febrero de 2009 para la revista Rolling Stone, Kurzweil dijo a su entrevistador, David Kushner, que deseaba construir una copia genética de su difunto padre, Frederic Kurzweil, a partir del ADN encontrado en su tumba. Este objetivo podría alcanzarse mediante el despliegue de varios nanorrobots que enviarían muestras de ADN desde la tumba y construirían un clon de Frederic que podría recuperar recuerdos a partir de la mente de Ray
Kurzweil ha recibido muchos premios y reconocimientos, el principal de ellos, en 2002, es su ascenso al National Inventors Hall of Fame (Cuadro de honor de inventores nacionales), creado por la oficina de patentes de los Estados Unidos.
En diciembre de 2012 es contratado por Google como director de ingeniería, centrándose su trabajo en el aprendizaje automático y el procesamiento del lenguaje natural.

## Pensamiento sobre futurismo y transhumanismo

La evolución según el transhumanismo.

Kurzweil comenzó a especular sobre el futuro cuando sólo era un niño, aunque fue más tarde, de adulto, cuando se involucró seriamente en la predicción exacta de eventos venideros. Kurzweil llegó a comprender que su éxito como inventor dependía en gran medida de una apropiada elección de los tiempos: sus nuevos inventos debían hacerse públicos sólo cuando muchas otras tecnologías de soporte les daban paso. Un dispositivo publicado demasiado pronto y sin un adecuado refinamiento, carecería de elementos clave para su funcionalidad; por el contrario, un dispositivo liberado demasiado tarde encontraría un mercado inundado de diferentes productos o consumidores ávidos por algo mejor.
Llegó a ser un imperativo para Kurzweil la comprensión de los ritmos y direcciones de los desarrollos tecnológicos. A lo largo de su vida adulta había mantenido un estrecho seguimiento de los avances en ordenadores y máquinas industriales y los había modelizado con precisión. Extrapolando tendencias pasadas al futuro, Kurzweil elaboró un método de predicción del curso del desarrollo tecnológico.
Después de varios años de un estrecho seguimiento de estas tendencias, Kurzweil llegó a una conclusión: la tasa de innovación en tecnologías de la computación crecía de un modo no lineal, sino exponencial. Como informático también comprendió que no había razón técnica para que este tipo de crecimiento no se mantuviera de ese modo en el siglo XXI.
En virtud de que el desarrollo en muchos campos de la ciencia y la tecnología depende de la potencia de los ordenadores, las mejoras en este ámbito se trasladan automáticamente en mejoras del conocimiento humano y otras ciencias sin relación directa con la computación, como la nanotecnología, la biotecnología y la ciencia de los materiales. Este crecimiento exponencial de las capacidades de los ordenadores daría lugar a nuevas tecnologías fantásticas, que estarían disponibles mucho antes de lo que la inmensa mayoría de la gente intuiría con sus expectativas habituales de crecimiento tecnológico lineal. "En el momento en el que
un ámbito de la ciencia o la tecnología se convierte en información, se acelera y crece exponencialmente", dice Kurzweil, que denomina a esta idea "ley de rendimientos acelerados".
Kurzweil predice que entre ahora y el 2050 la tecnología llegará a ser tan avanzada que los progresos en medicina permitirán a la gente ampliar radicalmente su esperanza de vida y la calidad de la misma. Los procesos de envejecimiento podrían en principio ralentizarse, más tarde detenerse y finalmente revertirse en cuanto esas nuevas tecnologías médicas estuvieran disponibles. Kurzweil sostiene que gran parte de esto será fruto de los avances en la nanomedicina, que permitirá que máquinas microscópicas viajen a lo largo de nuestro cuerpo reparando todo tipo de daños a nivel celular. Del mismo modo los avances tecnológicos en el mundo de los ordenadores darán lugar a máquinas cada vez más potentes, numerosas y baratas. Kurzweil predice que un ordenador pasará el test de Turing hacia el 2029, demostrando tener una mente (inteligencia, consciencia de sí mismo, riqueza emocional...) indistinguible de un ser humano. Este momento se ha denominado singularidad tecnológica (término popularizado por el matemático, informático y autor de ciencia ficción Vernor Vinge). Kurzweil prevé que la primera inteligencia artificial será construida alrededor de una simulación por ordenador de un cerebro humano, lo que será posible gracias a un escáner guiado por nanobots. Una máquina dotada de inteligencia artificial podría realizar todas las tareas intelectuales humanas y sería emocional y autoconsciente. Kurzweil sostiene que esa IA llegará a ser, inevitablemente, más inteligente y poderosa que la de un ser humano. Sugiere que las IA mostrarán pensamiento moral y respeto a los humanos como sus ancestros. De acuerdo a sus predicciones, la línea entre humanos y máquinas se difuminará como parte de la evolución tecnológica. Los implantes cibernéticos mejorarán en gran medida al hombre, lo dotarán de nuevas habilidades físicas y cognitivas y le permitirán interactuar directamente con las máquinas.
Gracias a estas ideas Kurzweil ha alcanzado una posición predominante en el campo del futurismo y el transhumanismo como muestran los siguientes ejemplos:
- En diciembre de 2004 se unió al grupo de asesores del Singularity Institute for Artificial Intelligence.[cita requerida]
- En octubre de 2005, se unió al grupo de asesores científicos de la Lifeboat Foundation[cita requerida]
- El 13 de mayo de 2006 fue el ponente principal en el Stanford University Singularity Summit.[cita requerida]

En febrero de 2009 Kurzweil, en colaboración con Google y el NASA Ames Research Center, anunció la creación de la Universidad de la Singularidad. La misión de esta Universidad es: "montar, educar e inspirar un cuadro de líderes que se esfuercen en comprender y facilitar el desarrollo de tecnologías de avance exponencial, enfocar y guiar estas herramientas para dirigir los grandes retos de la humanidad". Usando el concepto de singularidad de Kurzweil como base, la universidad planea proporcionar a sus alumnos las destrezas y herramientas para guiar el proceso de la singularidad "para el beneficio de la humanidad y su entorno".
El futurismo, como estudio filosófico o académico, mira a un futuro medio o largo plazo en un intento de hacer predicciones basadas en tendencias actuales. Sus predicciones están basadas en la "ley de rendimientos acelerados".

## Posicionamiento sobre la nanotecnología
Kurzweil es asesor en la Army Science Advisory Board, donde hizo unas declaraciones antes del congreso sobre nanotecnología y ve un potencial considerable en la ciencia para resolver grandes problemas globales, como la pobreza, la enfermedad, el cambio climático, etc.Nanotech Could Give Global Warming a Big Chill (July, 2006).
Kurzweil predijo que los nanobots serán usados para tareas de mantenimiento del cuerpo humano y para aumentar la esperanza de vida
El científico ha enfatizado en los peligros potenciales de la nanotecnología, pero argumenta que, en la práctica, el progreso no puede ser detenido y cualquier intento por hacerlo retrasará los avances en tecnologías defensivas y beneficiosas más que las dañinas, incrementando el peligro. Dice que la idea clave para la regulación es asegurarse de que el progreso procede de forma segura y rápida. Aplica este razonamiento a la biotecnología, la inteligencia artificial y la tecnología en general.

## Predicciones

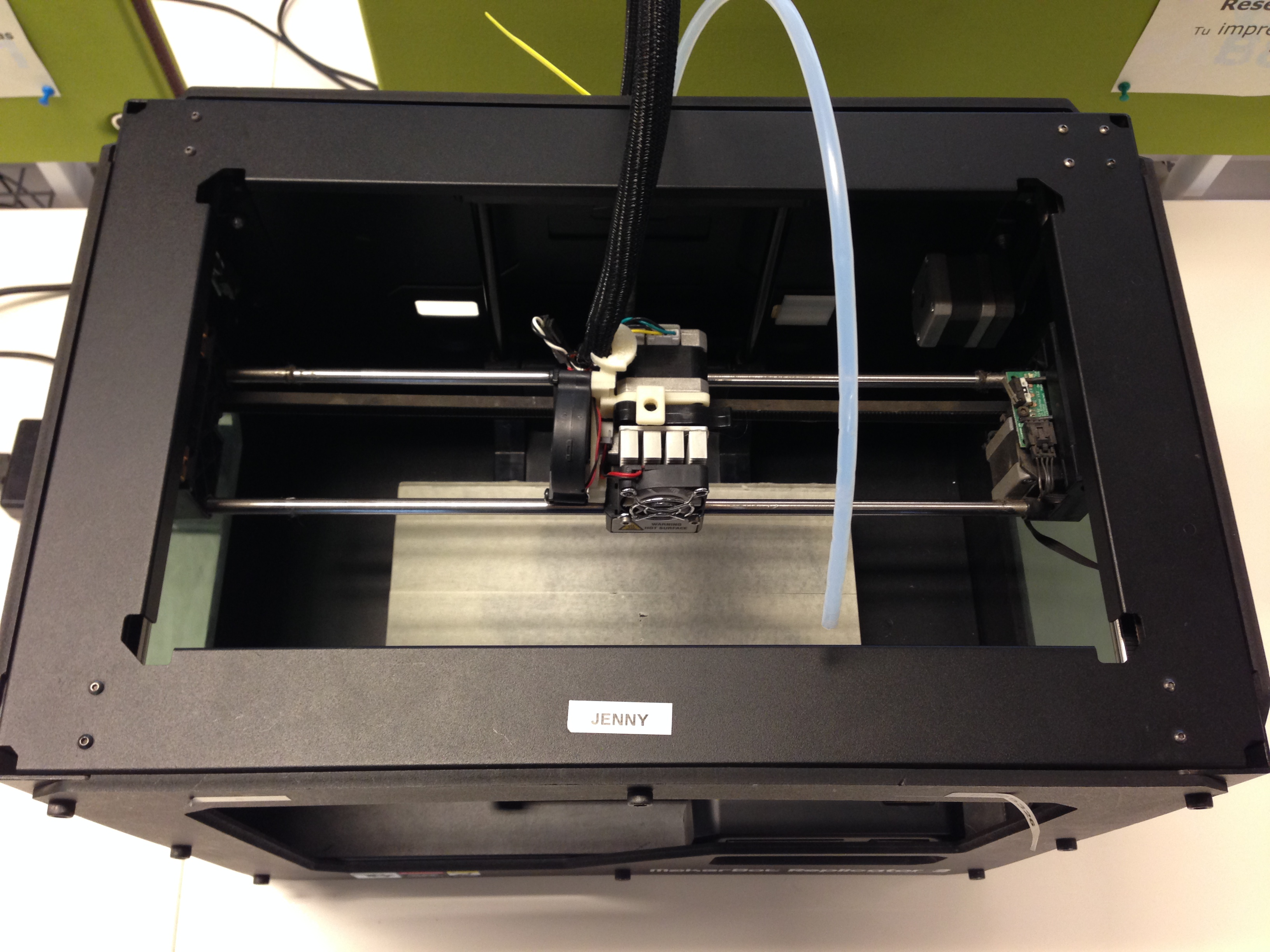
Impresora en plásticos termo-plásticos.

La obra de Kurzweil se ha caracterizado por la realización de predicciones con un alto nivel de acierto.

### La era de las máquinas inteligentes
Podría decirse que Kurzweil obtuvo gran parte de su credibilidad como futurista gracias a su primer libro, La era de las máquinas inteligentes. Escrito entre 1986 y 1989 y publicado en 1990, en él se predice la desaparición de la Unión Soviética por causa de las nuevas tecnologías como los teléfonos móviles y máquinas de fax que restarían poder a los gobiernos autoritarios, eliminando el control del estado sobre el flujo de la información. En el libro Kurzweil también extrapola las tendencias preexistentes en las mejoras del software de ajedrez para ordenadores, prediciendo correctamente que los ordenadores derrotarían a los mejores jugadores de ajedrez humanos hacia 1998. De hecho, fue en mayo de 1997 cuando el campeón de ajedrez Gary Kasparov fue derrotado por el ordenador Deep Blue.
Quizás más significativa es la predicción de Kurzweil acerca del explosivo crecimiento del uso de Internet en los años 90. En el momento de la publicación de La Era de las Máquinas Espirituales había sólo 2,6 millones de usuarios de Internet en el mundo, y esta tecnología no era en ese momento demasiado estable, ni fácil de usar, además de bastante escasa de contenido. También estableció que la explosión de Internet no sólo se daría en el número de usuarios, sino en su propio contenido, permitiendo a los usuarios acceso a redes bibliotecarias internacionales, bases de datos y servicios de información. Más aún, Kurzweil previó correctamente que el uso principal de Internet se daría a través de sistemas inalámbricos.
Kurzweil también predijo acertadamente que la mayoría de los documentos existirían únicamente en ordenadores e Internet hacia el final de los 90 y que estos documentos incluirían, con frecuencia, animaciones, sonidos y vídeos incrustados que harían imposible su impresión en papel.
Además previó que los teléfonos móviles crecerían en popularidad al tiempo que disminuirían en tamaño. Si bien esto fue cierto hasta finales de la primera década del 2000, a medida que los teléfonos móviles incorporaron tecnologías, como cámaras digitales y acceso a Internet, su tamaño fue aumentando.

### La era de las máquinas espirituales
En 1999 Kurzweil publicó un segundo libro titulado La era de las máquinas espirituales, que ahonda en la explicación de sus ideas futuristas. La tercera y última sección del libro se dedica a especificar los avances tecnológicos que el autor predice que el mundo experimentará en el curso del siglo XXI. Titulada "To face the future" (Enfrentar el futuro), la sección está dividida en cuatro capítulos titulados, respectivamente, "2009", "2019", "2029" y "2099". Para cada capítulo, Kurzweil establece predicciones sobre cómo serán la vida y la tecnología en ese año.
Mientras que la veracidad de sus predicciones para 2019 y más allá no pueden todavía determinarse, hay muchas ideas abordadas en "2009" que pueden ser escrutadas. Para comenzar, Kurzweil había afirmado que 2009 sería un año de transición continuada hacia las memorias de ordenador puramente electrónicas, que seguirían reemplazando a las viejas memorias rotativas. Esta predicción no ha sido hasta la fecha (20 de marzo de 2009) completamente acertada pues, si bien la capacidad de los dispositivos basados en la tecnología flash ha aumentado considerablemente (desde menos de 1MB en sus inicios a 2 TB en 2009), los discos duros también han experimentado un fuerte aumento, tanto en su capacidad, como en sus ventas, mientras que está por llegar la imposición de la tecnología flash en aplicaciones de gran capacidad. No obstante, el almacenamiento en memorias estáticas es el método preferido en aplicaciones de baja capacidad, como reproductores de mp3, videoconsolas portátiles, teléfonos móviles y cámaras digitales. Samsung anunció el 20 de noviembre de 2008 que iniciarían la producción masiva de memorias fijas de 256 GB para su uso en ordenadores portátiles y de sobremesa, aunque estos dispositivos costarán alrededor de 1000 dólares, haciendo que el almacenamiento en estos dispositivos tenga un coste de más de diez veces superior al de capacidades similares en discos duros.
Por otra parte, Kurzweil predijo acertadamente el crecimiento de la ubicuidad del acceso sin cables a Internet y de los periféricos inalámbricos. Es probablemente más importante el presagio de Kurzweil acerca del explosivo crecimiento de la tecnología peer-to-peer para compartir archivos y la emergencia de Internet como el principal medio para el comercio y acceso a medios como películas, programas de televisión, periódicos, revistas y música.
Kurzweil afirmó también que los chips tridimensionales serían de uso común en 2009 (aunque desfasados, los chips "2-D" todavía predominan). Aunque IBM ha desarrollado recientemente la tecnología necesaria para "amontonar" chips y ha anunciado planes para empezar a usar chips tridimensionales en sus supercomputadoras y en aplicaciones de comunicación inalámbricas, esta tecnología permanecerá en bajos niveles en 2009.

### La singularidad está cerca
Este libro se centra en el futuro de la tecnología y especie humana, como hicieron La era de las máquinas inteligentes y La era de las máquinas espirituales.

## Ideas sobre nutrición, salud y estilos de vida
Ray Kurzweil admite que ha cuidado poco de su salud hasta que tuvo 35 años, cuando le fue diagnosticada una intolerancia a la glucosa, una forma temprana de diabetes mellitus tipo 2 (uno de los principales factores de riesgo para un fallo cardíaco). Kurzweil encontró entonces un médico (Terry Grossman) que compartía con él sus creencias poco convencionales para desarrollar un régimen radical que involucraba cientos de píldoras, tratamientos químicos, vino tinto y otros métodos que intentan prolongar la vida. Con Grossman ha escrito Trascender: nueve pasos para vivir bien eternamente. Una de las mejores revisiones críticas puede encontrarse en la página del médico Bob Bloom en la que se resaltan las muchas cualidades del texto pero se ponen de manifiesto dos debilidades especialmente importantes, teniendo en cuenta que se presenta como una guía de conducta para mejorar la salud. Primera objeción es que muchas de las referencias a las investigaciones sobre los efectos de los productos recomendados no son científicamente rigurosas ni están fundamentadas en la medicina basada en la evidencia; además se eligen sobre todo las referencias favorables. En segundo lugar, hay un evidente conflicto de intereses porque los autores crearon una empresa en la que se venden muchos de los productos recomendados en el libro.
Kurzweil cree que los avances tecnológicos radicales harán que a lo largo del siglo XXI se culmine el descubrimiento de los medios para revertir los procesos de envejecimiento, la cura de cualquier enfermedad y de lesiones irreparables en la actualidad. De este modo, Kurzweil se ha centrado en seguir un estilo de vida que intenta alargar sus días hasta que pueda ver el momento en que la ciencia pueda hacerlo inmortal. Kurzweil llama a esto la estrategia del "puente a un puente a un puente": el primer puente para alargar la vida es el régimen de Kurzweil, mientras que el segundo y el tercer puente están basados en el avance de las biotecnologías y las nanotecnologías, respectivamente, que todavía no han sido desarrolladas suficientemente. Kurzweil cree que se permitirá progresivamente el alargamiento de la vida humana hasta el punto en que la inmortalidad y la aplicación con el primer "puente" permitan alcanzar el segundo en el futuro, lo que permitirá alcanzar el tercero.

## Obras

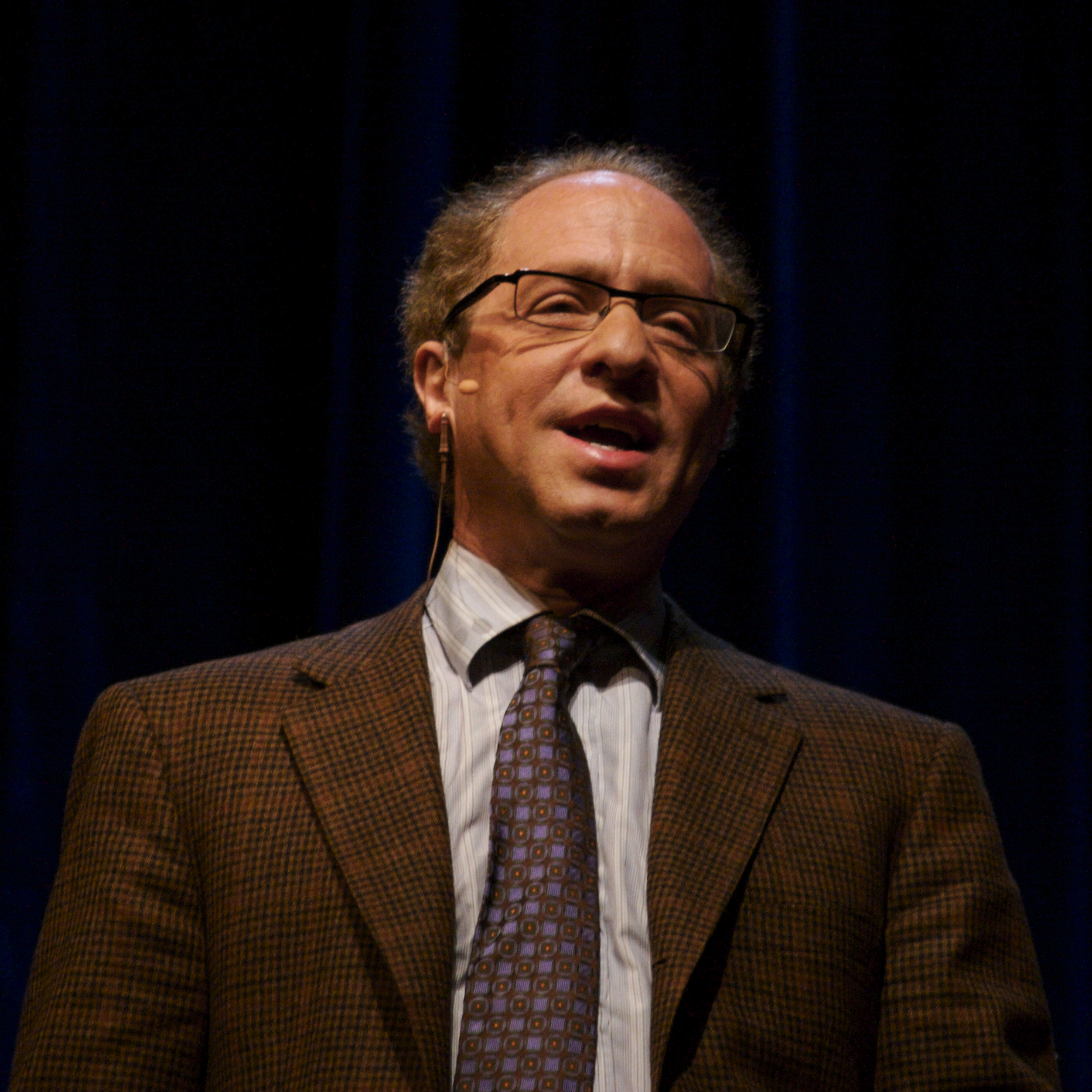
Raymond Kurzweil en la Universidad de Stanford en 2006.

- La era de las máquinas inteligentes (1987-1988), que obtuvo el premio al libro de ciencias de la computación más sobresaliente otorgado por la Association of American Publishers (asociación de editores americanos), en 1990. En él se hacen numerosas predicciones que más tarde llegarían a cumplirse.
- The 10% Solution for a Healthy Life (1993) "El 10% de la solución para una vida saludable", explicaba cómo Kurzweil se curó a sí mismo una diabetes de tipo II gracias a una programa nutricional que él mismo había desarrollado.
- A Short Guide to a Long Life, "Una guía breve para una larga vida", que escribió junto con Terry Grossman poco después del anterior libro.
- La era de las máquinas espirituales, cuando los ordenadores superen la mente humana (1999). Es el libro más vendido de Kurzweil. En él se extienden las profecías de Kurzweil hasta el momento en el que los ordenadores superan a la mente humana lo que, según Kurzweil, sucederá en sólo unas pocas décadas. El libro se ha publicado en nueve idiomas y ha sido número uno en ventas en Amazon en la categoría de Ciencia e Inteligencia Artificial.
- Are We Spiritual Machines, Ray Kurzweil versus the Critics of Strong AI (2002). "¿Somos máquinas espirituales? Ray Kurzweil frente a la crítica a la IA Fuerte.
- Fantastic voyage: live enough to live for ever (2004). "Un viaje fantástico: vivir lo suficiente para vivir para siempre", escrito en coautoría con Terry Grossman.
- La Singularidad está cerca (2005). En 2012 la editorial Lola Books publicó la traducción al castellano de La Singularidad está cerca. De este libro se realizó una película que se estrenó a finales de 2009.[27]
- Cómo crear una mente (2012). Lola Books publicó este libro en castellano a finales de 2013.
- Danielle. Crónicas de una Superheroína (2019). Lola Books.
- Cómo Tú puedes ser como Danielle (2019). Lola Books.

Como escritor, Kurzweil plantea que la civilización humana pronto se verá beneficiada gracias a los notables avances de la inteligencia artificial, e incluso que las distinciones de máquinas y humanos se verán borradas a finales del siglo XXI.

## Reconocimientos y premios
A Kurzweil se le ha llamado "el sucesor y legítimo heredero de Thomas Edison" y también fue citado por la revista Forbes como "la máquina de pensar suprema". También fue seleccionado por la Academia Nacional de Ingeniería de Estados Unidos como uno de los 18 pensadores más influyentes para identificar los retos tecnológicos más grandes de la humanidad en el siglo XXI. Es, además, uno de los cinco miembros del Army Science Advisory Group, que aconseja al ejército estadounidense sobre prioridades de investigación científica.
Aparte de eso, Kurzweil ha recibido los siguientes premios, entre otros:
- Primer lugar en el Feria Internacional de la Ciencia de 1965[8] por la invención del sintetizador de música clásica para ordenador.

- Grace Murray Hopper Award de 1978 de la Association for Computing Machinery. El galardón se otorga anualmente a un "profesional sobresaliente de la computación" y va acompañado de un premio de 35.000 dólares.[32] Ray Kurzweil lo ganó por la invención de la máquina de lectura Kurzweil.[33]

- Premio al "Ingeniero del Año" de Design News en 1990.[34]

- Premio Dickson de Ciencia en 1994. Otorgado cada año por la Carnegie Mellon University a individuos que han "realizado avances notables en el campo de la ciencia". Consiste en una medalla y un premio en metálico de 50.000 dólares.[35]

- "Inventor del Año" en 1998 por el Instituto Tecnológico de Massachusetts.[36]

- Medalla Nacional de Tecnología en 1999.[37] Se trata del más alto galardón que el presidente de los Estados Unidos puede conceder a individuos por ser pioneros en nuevas tecnologías. El premio es otorgado por el presidente a su discreción.[38] Bill Clinto presentó a Ray Kurzweil con la Medalla Nacional de Tecnología durante una ceremonia en la Casa Blanca en reconocimiento al desarrollo de tecnologías por ordenador para ayudar a los discapacitados.

- Telluride Tech Festival Award of Technology en el año 2000.,[39] junto con otras dos personas.

- Lemelson-MIT Prize en 2001 por una vida dedicada al desarrollo de tecnologías para ayudar a los discapacitados y enriquecer las artes.[40] El premio tiene una dotación económica de 500.000 dólares.[41]

- Incluido en el National Inventors Hall of Fame (Cuadro de Honor de Inventores Nacionales) en 2002 por inventar la máquina lectora Kurzweil.[42] La organización "honra a los hombres y mujeres responsables de grandes avances tecnológicos que hacen posible un progreso humano, social y económico".[43] Quince personas más fueron incluidas ese año en el cuadro de honor.[44]

- También le han sido concedidos quince títulos honoríficos de diferentes universidades:

| Título                                       | Universidad                                 | Año  |
| -------------------------------------------- | ------------------------------------------- | ---- |
| Honorary Doctorate of Humane Letters         | Hofstra University                          | 1982 |
| Honorary Doctorate of Music                  | Berklee College of Music                    | 1987 |
| Honorary Doctorate of Science                | Northeastern University                     | 1988 |
| Honorary Doctorate of Science                | Rensselaer Polytechnic Institute            | 1988 |
| Honorary Doctorate of Engineering            | Merrimack College                           | 1989 |
| Honorary Doctorate of Humane Letters         | Misericordia University                     | 1989 |
| Honorary Doctorate of Science                | New Jersey Institute of Technology          | 1990 |
| Honorary Doctorate of Science                | Queens College, City University of New York | 1991 |
| Honorary Doctorate of Science                | Dominican College                           | 1993 |
| Honorary Doctorate in Science and Humanities | Michigan State University                   | 2000 |
| Honorary Doctorate of Humane Letters         | Landmark College                            | 2002 |
| Honorary Doctorate of Science                | Worcester Polytechnic Institute             | 2005 |
| Honorary Doctorate of Science                | DePaul University                           | 2006 |
| Honorary Doctorate of Science                | Bloomfield College                          | 2007 |
| Honorary Doctorate of Science                | McGill University                           | 2008 |